# Милич Борис Овсійович
Борис Овсійович Милич (народився 2 листопада 1904 в Києві – помер 9 квітня 1991) — радянський і український педагог-піаніст. Протягом багатьох десятиліть керував фортепіанним факультетом Київської державної консерваторії імені П. І. Чайковського, професор.

## Життєпис

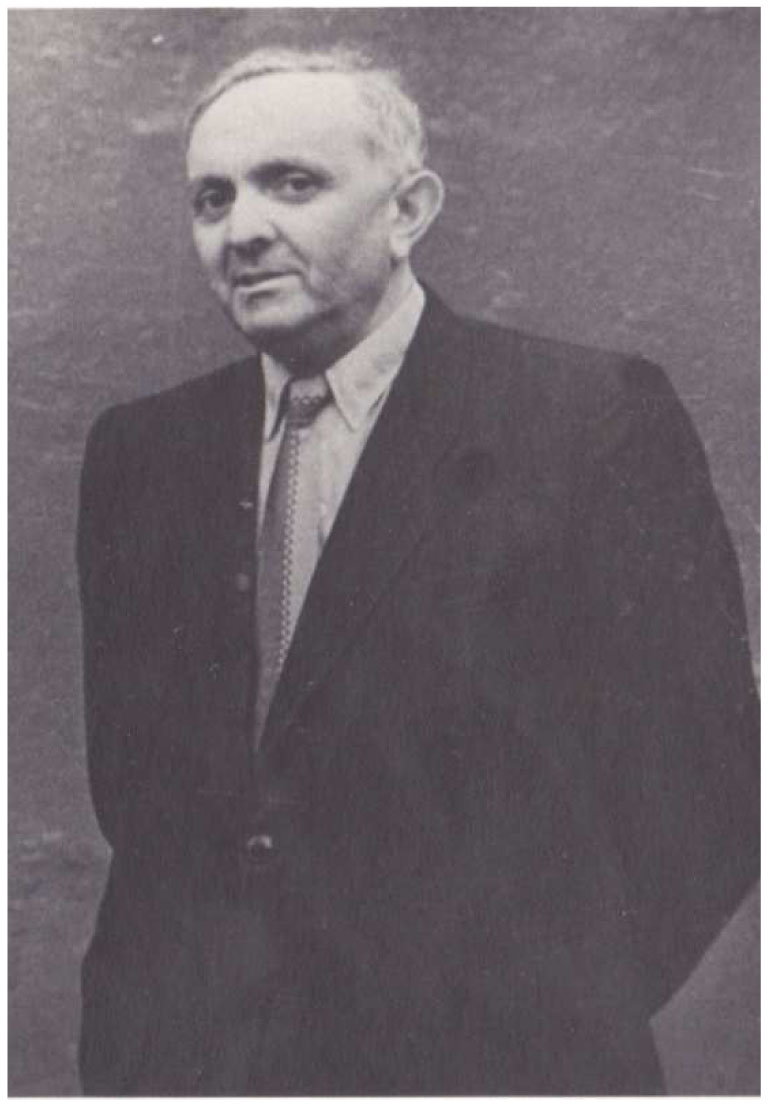
Борис Милич

Народився у єврейській родині лікарів. У семирічному віці (1911) почав навчатися гри на фортепіано у приватній школі Г. Л. Любомирського, у його ж класі. 
З 1917 року Б. Милич вступив до класу В. В. Пухальського, який на той час працював викладачем у цій школі. 
Протягом 1921–1924 років продовжував навчання у класі В. Пухальського вже як студент консерваторії. 
Упродовж 1925–1927 рр. стажувався в Московській консерваторії, 1927–1930 рр. навчався в Київському музично-драматичному інституті імені М. В. Лисенка. 
Протягом 1922–1925 рр. викладав фортепіано в Київській дитячій музичній школі № 6, 1925–1931 рр. — у Київській єврейській
музично-педагогічній профшколі.
У 1931–1933 завідував фортепіанним відділом, вів клас спеціального фортепіано і викладав курс методики в Музичному технікумі м. Куйбишева (нині — Самара). 
1934 року став аспірантом і асистентом професора Київської консерваторії А. М. Луфера. З цього часу він читав курс методики в консерваторії, вів клас фортепіано в училищі і спеціальній музичній школі-десятирічці (нині — Київська середня спеціалізована музична школа-інтернат імені М. В. Лисенка). 
У 1938 р. з ініціативи Б. Милича при консерваторії було створено семирічну школу-студію, яку він, як старший консультант, очолював до середини 1970-х років.
Під час німецько-радянської війни (1941–1944) Б. Милич із родиною був евакуйований спочатку до Саратова, а потім до Свердловська. Працював спочатку в об’єднаних Московській і Саратовській консерваторіях, а потім — у Київській і Свердловській. У 1941 році Б. Милич отримав посаду доцента класу спеціального фортепіано. 
Після звільнення Києва і відновлення роботи колективу консерваторії у червні 1944 продовжив викладацьку і методичну діяльність на кафедрі спеціальною фортепіано, працював викладачем фортепіано і методики в училищі і школі-десятирічці. 
Вийшов на пенсію 1975 року з посади старшого консультанта школи-студії при консерваторії. 

## Праці
Уклав і відредагував серію посібників для учнів дитячих музичних шкіл (1–7 класи) у десяти частинах під загальною назвою «Фортепіано», видання якої розпочалося 1968 року.
Є автором посібника «Маленькому піаністу» (1975).
Упорядкував і відредагував шість збірок педагогічного репертуару для фортепіано із творів українських радянських композиторів для музичних училищ, а також кілька інших посібників.

## Відзнаки
Рішенням Президії Верховної Ради СРСР 1946 року був нагороджений медаллю за доблесну і самовіддану працю в роки Великої вітчизняної війни.